# Thongchai Jaidee
Thongchai Jaidee, né le 8 novembre 1969 à Lopburi en Thaïlande, est un golfeur professionnel thaïlandais. Il détient des droits de jeu sur l'Asian Tour et l'European Tour. Sur l'Asian Tour, il détient le record du plus gros montant de gain, ainsi que la deuxième place au nombre de victoires, avec treize succès. Il remporte l'Ordre du Mérite sur l'Asian Tour trois fois au cours de sa carrière, en 2001, 2004 et 2009. Il est le premier homme à dépasser les 2 millions, 3 millions, 4 millions et 5 millions de dollars de gain sur l'Asian Tour .

## Carrière
Il commence à jouer au golf à seize ans. Il intègre ensuite l'Armée Royale de thaïlande, et devient parachutiste. Il ne passe professionnel qu'à trente ans, mais connais rapidement le succès sur l'Asian Tour, et remporte l'ordre du mérite dès 2001. la même année il joue son premier majeur, l'US Open de golf, qu'il fini 74e.  En février 2004, il est le premier Thaïlandais à gagner un tournoi du Tour Européen, en remportant le Malaysian Open, un tournoi  co-sanctionné par l'Asian Tour. En fin de saison il remporte de nouveau l'Ordre du mérite de l'Asian Tour. En 2005, il défend avec succès son titre au Malaysian Open.
En 2006, il reçoit une invitation spéciale pour jouer le Masters. Il est le deuxième Thaïlandais à le jouer, après Sukree Onsham en 1970 et 1971, et le premier à jouer les quatre tournois majeurs. En 2009, il remporte l'Ordre du mérite de L'Asian Tour une troisième fois.
Thongchai Jaidee remporte son cinquième titre sur le Tour Européen en juin 2012 lors de l'ISPS Handa Wales Open. C'est sa première victoire sur un tournoi du circuit Européen qui ne se joue pas en Asie. L'année suivante il obtient son meilleur classement de l'Ordre du mérite du Tour Européen avec une 9e place final.
En 2014, il remporte le Nordea Masters, en battant en playoff Victor Dubuisson et Stephen Gallacher. En fin d'année, pour la première édition de l'EurAsia Cup, il est le capitaine de l'équipe asiatique, opposé à l'équipe européen mené par Miguel Ángel Jiménez. La rencontre ce conclu sur un match-nul.
En septembre 2015, il remporte en Allemagne son septième titre sur le Tour européen, l'Open européen. Il devance d'un coup l'anglais Graeme Storm.
Le mois suivant, il participe pour la première fois à la Presidents Cup, que remporte l’équipe américaine. Il est le premier joueur Thaïlandais à jouer cette compétition, qu'il fini avec une victoire, une égalité et une défaite (1-1-1). 
En juin 2016, il remporte l'Open de France avec quatre coups d'avance sur l'italien Francesco Molinari. A 46 ans, il devient le plus vieux vainqueur du tournoi depuis que celui-ci a intégré le Tour Européen en 1972.

## Victoires amateur (5)
- 1995 Pakistan Amateur Open Championship
- 1997 Putra Cup
- 1998 Putra Cup, Singapore Amateur Open Championship, Thailand Amateur Open Championship

## Victoires professionnel (19)

### Victoires sur le Tour Européen (8)
| No. | Date              | Tournoi                       | Score                 | Avance  | Deuxième(s)                                                           |
| --- | ----------------- | ----------------------------- | --------------------- | ------- | --------------------------------------------------------------------- |
| 1   | 22 Fevrier 2004   | Carlsberg Malaysian Open1     | −14 (71-71-64-68=274) | 2 coups | Brad Kennedy                                                          |
| 2   | 20 Fevrier 2005   | Carlsberg Malaysian Open1 (2) | −21 (64-66-67-70=267) | 3 coups | Jyoti Randhawa                                                        |
| 3   | 1er mars 2009     | Enjoy Jakarta Indonesia Open1 | −12 (71-69-67-69=276) | 2 coups | Simon Dyson, Alexander Norén, Steve Webster                           |
| 4   | 26 avril 2009     | Ballantine's Championship1    | −4 (66-71-77-70=284)  | Playoff | Gonzalo Fernández-Castaño, Kang Sung-hoon                             |
| 5   | 3 juin 2012       | ISPS Handa Wales Open         | −6 (71-68-67-72=278)  | 1 coup  | Thomas Bjørn, Gonzalo Fernández-Castaño, Joost Luiten, Richard Sterne |
| 6   | 1er juin 2014     | Nordea Masters                | −16 (69-70-68-65=272) | Playoff | Victor Dubuisson, Stephen Gallacher                                   |
| 7   | 27 septembre 2015 | Porsche European Open         | −17 (68-68-64-67=267) | 1 coup  | Graeme Storm                                                          |
| 8   | 3 juillet 2016    | Open de France                | −11 (67-70-68-68=273) | 4 coups | Francesco Molinari                                                    |

### Victoires sur l'Asian Tour (13)
| No. | Date             | Tournoi                           | Score                 | Avance  | Deuxième(s)                                 |
| --- | ---------------- | --------------------------------- | --------------------- | ------- | ------------------------------------------- |
| 1   | 8 octobre 2000   | Kolon Cup Korean Open             | −10 (70-69-69-70=278) | 1 coup  | Craig Kamps                                 |
| 2   | 18 mars 2001     | Wills Indian Open                 | −17 (67-69-69-66=271) | 1 coup  | Ross Bain                                   |
| 3   | 10 février 2002  | London Myanmar Open               | −11 (69-70-69-69=277) | Playoff | Edward Loar                                 |
| 4   | 14 décembre 2003 | Volvo Masters of Asia             | −19 (71-64-65-65=265) | 1 coup  | Lin Keng-chi                                |
| 5   | 15 février 2004  | London Myanmar Open (2)           | −12 (69-72-66-69=276) | 3 coups | Andrew Pitts                                |
| 6   | 22 février 2004  | Carlsberg Malaysian Open1         | −14 (71-71-64-68=274) | 2 coups | Brad Kennedy                                |
| 7   | 20 février 2005  | Carlsberg Malaysian Open1 (2)     | −21 (64-66-67-70=267) | 3 coups | Jyoti Randhawa                              |
| 8   | 17 décembre 2006 | Volvo Masters of Asia (2)         | −11 (68-68-69-72=277) | 1 coup  | Frankie Miñoza                              |
| 9   | 7 décembre 2008  | Hana Bank Vietnam Masters         | −15 (67-69-70-67=273) | Playoff | Rhys Davies, Andrew Dodt                    |
| 10  | 14 décembre 2008 | Johnnie Walker Cambodian Open     | −24 (68-66-64-66=264) | 6 coups | Lam Chih Bing                               |
| 11  | 1er mars 2009    | Enjoy Jakarta Indonesia Open1     | −12 (71-69-67-69=276) | 2 coups | Simon Dyson, Alexander Norén, Steve Webster |
| 12  | 26 avril 2009    | Ballantine's Championship1        | −4 (66-71-77-70=280)  | Playoff | Gonzalo Fernández-Castaño, Kang Sung-hoon   |
| 13  | 12 décembre 2010 | Johnnie Walker Cambodian Open (2) | −21 (70-67-65-65=267) | 4 coups | Kenichi Kuboya                              |

### Autres victoires (2)
- 2000 Singha Bangkok Open (Thaïlande)
- 2001 Singha Bangkok Open (Thaïlande)

## Résultats en Majeurs
| Tournoi               | 2001 | 2002 | 2003 | 2004 | 2005 | 2006 | 2007 | 2008 | 2009 |
| --------------------- | ---- | ---- | ---- | ---- | ---- | ---- | ---- | ---- | ---- |
| Masters               |      |      |      |      |      | CUT  |      |      |      |
| US Open               | T74  |      |      |      |      |      |      |      |      |
| Open Britannique      |      | abd. |      |      | T52  |      |      |      | T13  |
| Championnat de la PGA |      |      |      | CUT  | CUT  |      | CUT  |      | T36  |

| Tournoi               | 2010 | 2011 | 2012 | 2013 | 2014 | 2015 | 2016 | 2017 |
| --------------------- | ---- | ---- | ---- | ---- | ---- | ---- | ---- | ---- |
| Masters               | abd. |      |      |      | T37  | 55   | 57   |      |
| US Open               | T47  |      |      | CUT  | CUT  | CUT  |      |      |
| Open britannique      | CUT  | CUT  | T77  | T32  | T39  | T65  | T22  | T27  |
| Championnat de la PGA | CUT  |      | CUT  | T47  | CUT  | CUT  | T73  | CUT  |

CUT = ne passe pas le CUT
abd. = abandon
"T" = égalité

## Compétition par équipe
- Dynasty Cup (représentant l'asie): 2003 (vainqueur), 2005 (vainqueur)
- Royal Trophy (représentant l'asie): 2006, 2007, 2009 (vainqueur), 2010, 2011, 2013
- World Cup (représentant la Thaïlande): 2007, 2008, 2009, 2011, 2016
- EurAsia Cup (représentant l'asie): 2014 (capitaine), 2016
- Presidents Cup (équipe international): 2015